# Rue Malte-Brun
La rue Malte-Brun est une voie du 20e arrondissement de Paris, en France.

## Situation et accès
La rue Malte-Brun est une voie publique située dans le 20e arrondissement de Paris. Elle débute au 17, rue Émile-Landrin et se termine au 36, avenue Gambetta.

## Origine du nom

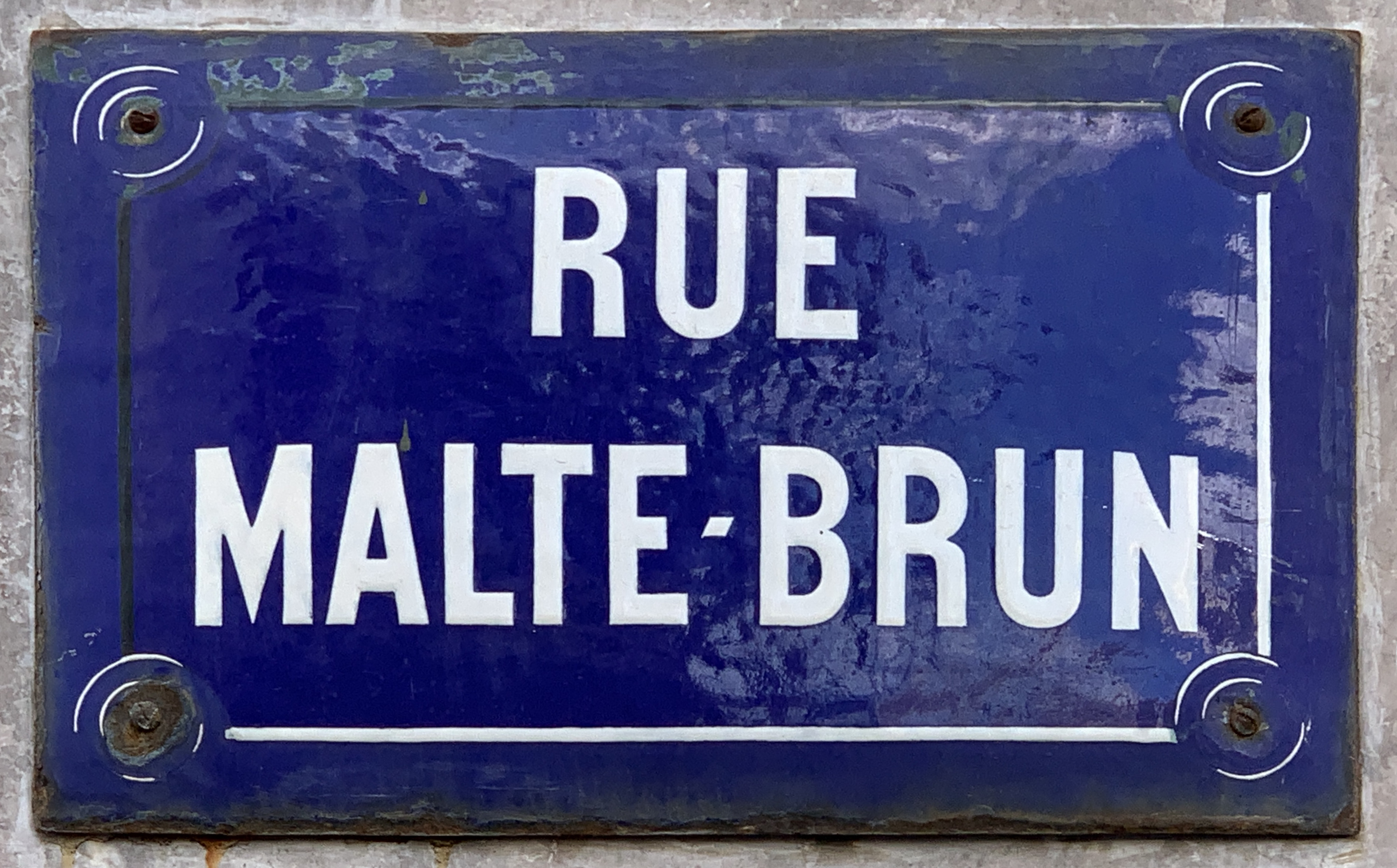
Plaque de la rue.

Elle rend hommage au géographe français, d'origine danoise, Conrad Malte-Brun (1775-1826).

## Historique
Cette voie de l'ancienne commune de Charonne est indiquée sur le plan cadastral de 1812 sous le nom de « rue des Champs » et « sentier du Centre de la Cour-des-Noues ».
Classée dans la voirie parisienne par un décret du 23 mai 1863 sous le nom de « rue des Prairies », elle prend sa dénomination actuelle par un décret du 10 novembre 1877. 
En 1934, la partie comprise entre la rue Malte-Brun actuelle et la rue des Pyrénées a été réunie à la rue Émile-Landrin.

## Bâtiments remarquables et lieux de mémoire
- No 17 : théâtre de l'Est parisien.